# ヘンリー・キッシンジャー
ヘンリー・アルフレッド・キッシンジャー（英語: Henry Alfred Kissinger、1923年5月27日 - 2023年11月29日）は、アメリカ合衆国の国際政治学者、外交家。ニクソン政権およびフォード政権で国家安全保障問題担当大統領補佐官、国務長官を務めた。1970年代のアメリカの外交政策に大きな影響を与え、東西冷戦で対立していたソビエト連邦とデタント（緊張緩和）を推進しつつ、ソ連と対立していた中華人民共和国との国交樹立を極秘で交渉し、1972年のニクソン大統領の中国訪問と米中関係正常化に道筋をつけた。ベトナム戦争からの米国撤退を決めた1973年のパリ和平協定でノーベル平和賞を同年受賞した。
ドイツでヴァイマル共和政時代の1923年に生まれ、ナチス政権のユダヤ人迫害から逃れて1938年に米国へ移住。第二次世界大戦中の1943年に米国籍を得て、従軍して故郷ドイツへ渡った。帰国後の1947年にハーバード大学に入って国際政治学の博士号を取得し、教授として働いた。
彼の政治キャリアは、ニクソン政権で1969年に国家安全保障問題担当補佐官として始まった。ウォーターゲート事件によりニクソンが1974年に大統領を辞任し、副大統領から昇格した、同じ共和党のフォード大統領の下でも政権に留まった。民主党のジミー・カーター大統領就任（1977年）に伴い政府の要職を退いたが、その後も晩年まで外交について活発な発言や大統領への助言、著述を続けた。
キッシンジャーは、リアリズム（現実主義）に基づく外交政策の擁護者として知られている。彼の外交政策は、アメリカの国益と力の均衡を重視し、理想主義よりも現実主義を優先することで知られている。彼の政策はしばしば論争の的となり、戦火の拡大や人権侵害を招いたとして、ベトナム戦争のカンボジアへの拡大、チリ・クーデターとそれに伴い成立した軍事政権による弾圧（コンドル作戦）、インドネシアによる東ティモール侵攻を推進・容認したという批判がある。
キッシンジャーは、1973年のノーベル平和賞を受賞したが、この受賞は当時から現在に至るまで物議を醸している。彼は現代の国際政治における重要な人物であり、その遺産は今日も多くの議論の対象となっている。

## 来歴

### 生い立ち
1923年、ドイツのフュルトでユダヤ系ドイツ人の家庭に生まれた。本来の姓名はハインツ・アルフレート・キーシンガー（ドイツ語: Heinz Alfred Kissinger）で、姓はドイツのバイエルン州にある温泉保養地として知られる都市「バート・キーシンゲン」に由来する。父ルイス・キーシンガーは女子高で歴史と地理を教え、母パウラ（旧姓シュテルン）はアンスバッハ近郊ロイタースハウゼン出身の富裕な家畜業者の娘だった。

### 亡命
1歳下の弟ヴァルターと共に幸福な少年時代を過ごしたが、1933年、反ユダヤ主義を掲げるナチ党の権力掌握により運命が一変した。一家は1938年に米国へ移住し、第二次世界大戦中の1943年に帰化した。なお、ドイツに残った親類はナチに殺害されたとされる。親類が本当に存在したか、殺害されたかの詳細は不明。
移住後はジョージ・ワシントン高校に3年半通う。後半2年間は夜間クラスで、昼間は髭そり用ブラシの工場で働き、週約15ドルの賃金が一家のアパート住まいの生活を助けていた。高校卒業後は、工場で働く一方で職場近くにあったニューヨーク市立大学シティカレッジ経営・行政管理学部（ニューヨーク市立大学バルーク校の前身）にもパートタイム学生として通い、特に会計学で優秀な成績を修めた。

### 軍歴
1939年に始まっていた第二次世界大戦で、1941年12月、米国はナチス・ドイツに宣戦布告。キッシンジャーは1943年に大学での学業を中断してアメリカ陸軍に入隊し、ドイツ語の能力を生かしヨーロッパ戦線の対諜報部隊軍曹として従軍した。すなわち、アレン・ダレスの部下としてOSS（後のCIA）に配属されたのである。

### ハーバード大学院

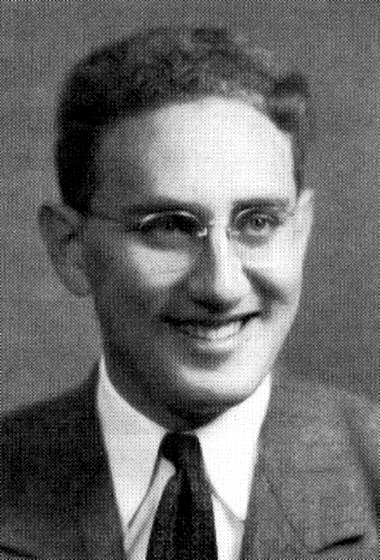
ハーバード大学生時代のキッシンジャー（1950年）

1947年に帰国してハーバード大学に入学。1950年、政治学の学士学位を取得し、最優等で同大学を卒業する。引き続き同大学大学院に進学し、ウィリアム・ヤンデル・エリオットの指導下、19世紀のヨーロッパ（欧州）外交史を研究し、1952年に修士学位を、1954年にはウィーン体制についての研究で博士学位を取得する。
この論文では、その後の100年間、欧州で大きな戦争が防がれた国際秩序が、どのようにして作られたかが論じられている。その要因の一つとして、敗れたナポレオンのフランスに対して、メッテルニヒやカースルレーらが、懲罰よりも、力の均衡の回復を重視したことを上げている。
1951年には日米学生会議に参加している。大学院生時には指導教授の庇護を受け、世界各国の有望な若手指導者をハーバード大学に集めて国際情勢について講義や議論を行うサマー・セミナーの幹事役となり、国内外にその後のワシントン入りにも繋がる人脈を形成した。日本からの参加者としては、中曽根康弘などがいた。

### 外交問題評議会参加
ハーバード大学院における博士課程修了後に、同大学政治学部で教鞭をとっていたが、外交問題評議会への参加を通じて、同時代の外交政策にも積極的な提言を始めた。外交問題評議会に関連して、後にビルダーバーグ会議にも毎年出席するようになった。
特にキッシンジャーはアイゼンハワー政権の採用した核戦略（大量報復戦略）の硬直性を辛辣に批判し、のちのケネディ政権が採用する柔軟反応戦略のひな型ともいえる、核兵器と通常兵器の段階的な運用による制限戦争の展開を主張した。1960年代にはケネディ大統領の顧問として外交政策立案に一時的に関与することとなる。しかし、ケネディ政権で国家安全保障問題担当大統領補佐官に就任したマクジョージ・バンディが1961年のベルリン危機に際してドイツ問題の専門家であるキッシンジャーを遠ざけたため、1年足らずの1961年11月に辞職している。
1960年代に入り、ベトナムでは中ソなど共産主義陣営が支援するベトナム民主共和国（北ベトナム）やベトナム解放戦線（ベトコン）が、米国寄りのベトナム共和国（南ベトナム）政府打倒と統一を目指して武力闘争を展開し、ベトナム戦争が始まっていた。キッシンジャーは、南ベトナム駐在大使ヘンリー・カボット・ロッジ・ジュニアの長男がハーバード大学で同僚だった関係で、大使の顧問として1965年から1966年にかけ3回、南ベトナムの首都サイゴンを訪問し、ベトナム戦争の現実を知った。この時キッシンジャーが国務省に行った報告が、ウィリアム・ウェストモーランド大将をベトナム派遣軍司令官から更迭する遠因になったという。また学者として、当時はソ連陣営だったチェコスロバキアの情報機関と接触したことから、米国務省が行っていたベトナム民主共和国（北ベトナム）政府との秘密工作の一つ（「ペンシルベニア」と呼称）と関わったが成果は上げられなかった。

### 政権入り

#### ニクソン政権

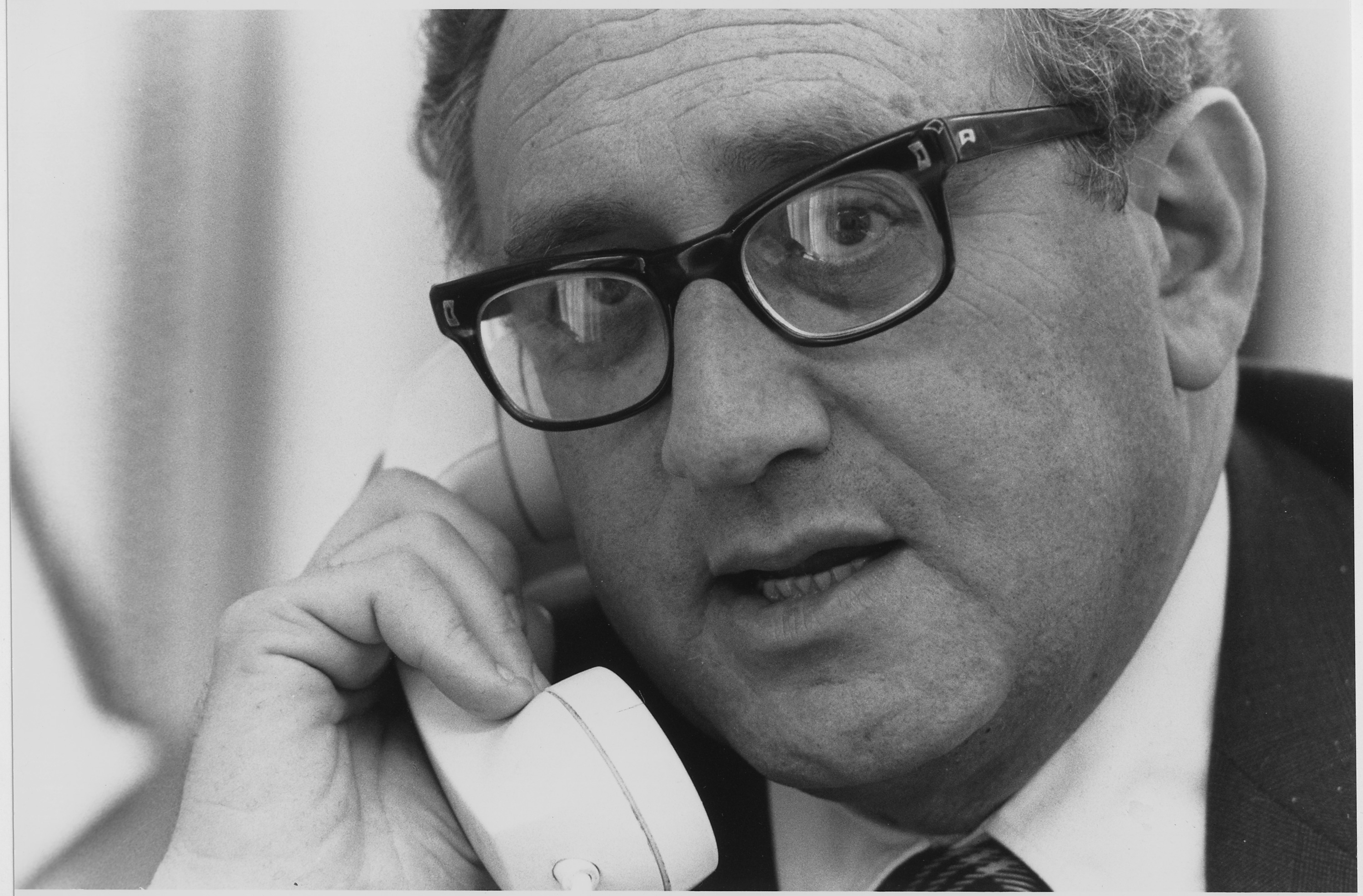
ブレント・スコウクロフトと電話で協議するキッシンジャー、1975年

1960年の大統領選挙では共和党の大統領候補指名予備選に立候補したネルソン・ロックフェラーの外交政策顧問を務め、1964年と1968年の大統領選でも予備選に出馬したネルソンを支援するなどロックフェラー家との交流が深く、後に3代目の当主デイヴィッド・ロックフェラーは銀行の中国進出を決めた際にキッシンジャーから助言を受けている。しかしロックフェラーの敗北後、1968年の大統領選挙で当選したリチャード・ニクソンから直々のスカウトを受け、政権誕生とともに国家安全保障問題担当大統領補佐官として政権中枢に入り、ニクソン外交を取り仕切る。キッシンジャーの大統領補佐官指名は、国務長官、国防長官の指名の前になされた。ここにニクソンのキッシンジャーへの期待を読み取る論者も少なくない。
ジョンソン政権までの外交政策は、国務長官が決定権を握り、国家安全保障担当補佐官は調整役とされてきた。しかしニクソンとキッシンジャーは国家安全保障会議（NSC）が外交政策の決定権を握るべきだと考えていた（キッシンジャーは1968年に発表した「官僚と政策立案」と題する論文で、アメリカ外交の機能強化のためジョンソン政権下でほとんど有名無実の存在と化していたNSCの活用を提案している）。ニクソンの命を受けたキッシンジャーはNSCのスタッフ（特別補佐官）に若手の外交官、軍将校、国際政治学者をスカウトして組織した。キッシンジャーからNSC特別補佐官にスカウトされた人物には、アンソニー・レイク、ローレンス・イーグルバーガー、アレクサンダー・ヘイグ、ブレント・スコウクロフトなどがいる。
キッシンジャーは、国務省などと激しい権力闘争を行い、ニクソン政権ではNSCが外交政策の決定権を独占することとなる。特にウィリアム・P・ロジャーズ国務長官を重要な外交政策から排除してしまった。キッシンジャーは、NSC特別補佐官のほかに大使、駐在武官、CIA支局長などをNSCの手足として用いていた。
後述する1971年の極秘訪中の際も、キッシンジャーはロジャース国務長官と国務省に一切知らせずに、フランス、ルーマニア、パキスタンなどに勤務している駐在武官やCIA支局長を利用して秘密裏に北京に到着した。北京では、中華人民共和国側の英語通訳に依存して交渉が行われた。

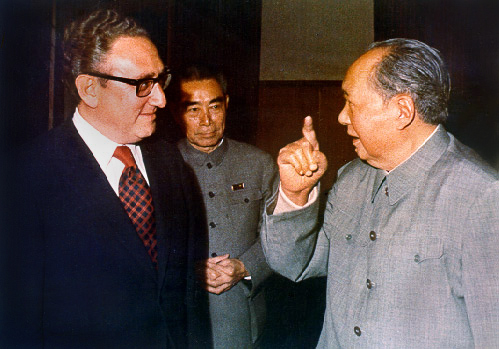
毛沢東主席と会談するキッシンジャー。中央は周恩来総理。

冷戦政策の再構築を意図したニクソン政権期の外交の中で、キッシンジャーは重要な役割を果たした。1971年7月と10月、当時中ソ対立でソ連と緊張状態にあった中華人民共和国をニクソンの「密使」として極秘に二度訪問して、周恩来中国首相と直接会談を行い、米中和解への道筋をつける。一方で、この和解を交渉カードとして、北ベトナムとベトナム戦争終結に向けた秘密停戦交渉を行ない、ソ連とも第一次戦略兵器制限条約(SALT1)を締結するなどデタント政策を推進した。
一方、キッシンジャーはアメリカの利益になると見れば、他国の武力侵攻すらも黙認した。1971年3月26日、東パキスタンのベンガル人独立派が独立を宣言すると、パキスタンの中央政府（西パキスタン）は武力鎮圧を目指して軍を空輸して侵攻し、バングラデシュ独立戦争を引き起こした。彼は対中国交正常化の過程でアメリカと中国の仲介役を果たしていたパキスタンを外交面から援護する為、パキスタン軍が東パキスタンで行なった大規模なレイプや虐殺（バングラデシュ大虐殺）を黙殺した。
さらに大量の東パキスタン難民がパキスタンと敵対していたインドに亡命した結果、同年12月3日にインドが武力介入して第三次印パ戦争が勃発すると、彼はインドと友好関係にあるソ連の影響力を抑えるために中国と共にパキスタンを支援し、パキスタンの東パキスタンへの武力侵攻を正当化することもためらわなかった。
1972年2月、ニクソン大統領は中国を訪問して毛沢東中国共産党中央委員会主席と会談。ニクソン訪中最終日の2月28日、両国は上海で米中共同コミュニケを発表し、それまでの敵対関係に終止符をうち、国交正常化に向けて関係の緊密化に努めることになった。1973年、毛主席はキッシンジャーとの会談で米国、日本、中国、パキスタン、イラン、トルコ、欧州によるソ連包囲網の構築を提案した。
このような大国間関係の動きと連動して、ニクソンとキッシンジャーは1960年代から1970年代初頭のアメリカにとって最大の外交問題であったベトナム戦争の終結にも成果を納めた。アメリカが中ソと関係改善を行い、その結果、ベトナム戦争において中ソ両国の支援を受けてアメリカと対峙していた北ベトナムを外交的に孤立させ、同時に大規模な北爆の再開や機雷封鎖などで軍事的にも追い込み、アメリカはジョンソン政権時代の1968年5月よりパリで暗礁に乗り上げてきた和平交渉妥結に成功はしたが、北ベトナムから南ベトナム領内で活動する共産軍への補給ルートを断つべく、ラオスとカンボジアへの爆撃を秘密裏に指示し、数十万人の市民が犠牲になったと推定する歴史家もいるとされる。ニクソンの訪中から3か月後に行われたこの北爆再開と海上封鎖も中国の了解を得たとベトナム共産党書記局員で党機関紙編集長も務めたホアン・トゥンは証言している。1973年にはパリ協定が調印され、ベトナム戦争終結への道筋をつけることとなった。こうした流れを促進した功績が認められ、アメリカ交渉団の代表であったキッシンジャーはノーベル平和賞を受賞するが、論議を呼び、同じく停戦に向け尽力した北ベトナムのレ・ドク・トは受賞を辞退した。サイゴン陥落は、その二年後である。
また、第四次中東戦争後は積極的に中東地域を訪れてアラブとイスラエルの調停を行う「シャトル外交」を展開し、1974年にはアラブ諸国の盟主でイスラエルの敵国だったエジプトのアンワル・サダト政権をソ連から引き離して親米化させて軍事援助および経済援助を与え、サウジアラビアのファハド・ビン＝アブドゥルアズィーズ第二副首相兼内相と会談して原油をドル建て決済で安定的に供給するサウジに米国は安全保障を提供する協定（ワシントン・リヤド密約）を交わしてオイルダラーを確立させてドル防衛に成功した。アフリカでのソ連の影響力排除を目的にエジプトとサウジアラビアなどが結成した反共同盟サファリ・クラブも支援した。

#### フォード政権

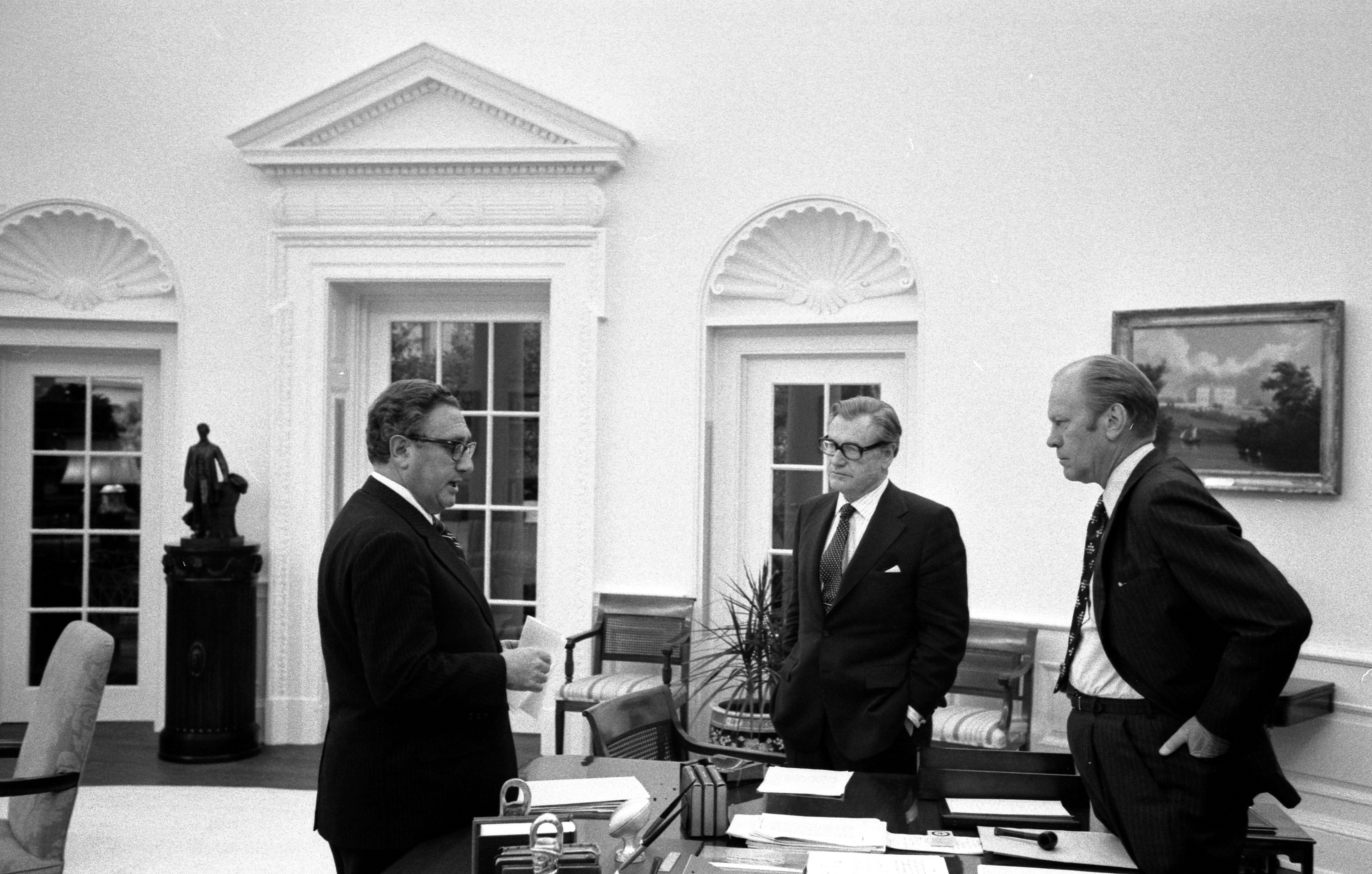
フォード大統領とロックフェラー副大統領とともに（1975年）

これら種々の成果を得たキッシンジャーは、1973年には大統領補佐官に留任したまま国務長官に就任し、フォード政権の退陣までの間において外交政策の全般を掌握することとなった。
翌1974年、フォードの大統領就任に伴い補佐官職は退任したが、外交政策に明るくない大統領を尻目に、補佐官時代の部下であった国家安全保障問題担当大統領補佐官のブレント・スコウクロフトや、国務省参事官ヘルムート・ゾンネンフェルトら側近を活用しながら、フォード政権下でも続いたデタント政策をリードした。一方でより厳しい対ソ連認識を抱き、ニクソン政権時代から進められていたデタント政策に批判的なドナルド・ラムズフェルド（大統領首席補佐官・国防長官を歴任）などとは閣内で対立していた。
この時期において、キッシンジャーの下でアメリカ国家安全保障会議が「国家安全保障課題覚書200 (National Security Study Memorandum 200)」、いわゆる『キッシンジャー・レポート』を作成した。この報告書は開発途上国または世界の人口爆発は現地政権の基盤を不安定なものとし、引いては米国の安全保障の懸念材料となりうるため、米国政府に対し、発展途上国に対して人口抑制に関する医学的及び政治的な開発援助を実施するよう提言していた。この文書はホワイトハウスによって1989年に機密が解除されている。
1976年には、アフリカ南部に勢力を伸ばすソ連やキューバを牽制するために、傍観的な立場にあったローデシア問題、ローデシア紛争に突然介入を開始。同年4月27日にはローデシアの隣国のザンビアを訪問し、ローデシアのイアン・スミス政権に対し黒人多数支配に移行するように圧力を掛け、結果的に白人独裁体制を終焉させるきっかけの一つを作った。

#### 利益誘導
キッシンジャーは国務長官在任中(1973-1977)に、シオニスト指導者たちを多くの政府機関の役職に就け、ADL（名誉棄損防止同盟）支持者を新教系協会団体のなかに導入し、前内国歳入庁（IRS）長官シェルダン・コーエンに説いて、ADLや何百というシオニスト機関が永遠に免税措置を受けられるよう、IRSの規則を書き換えさせた。

## 退任後

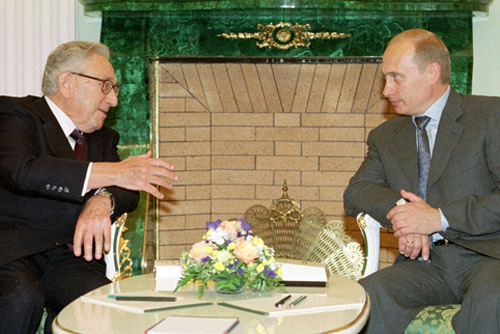
ロシアのウラジーミル・プーチン大統領とともに（2001年）

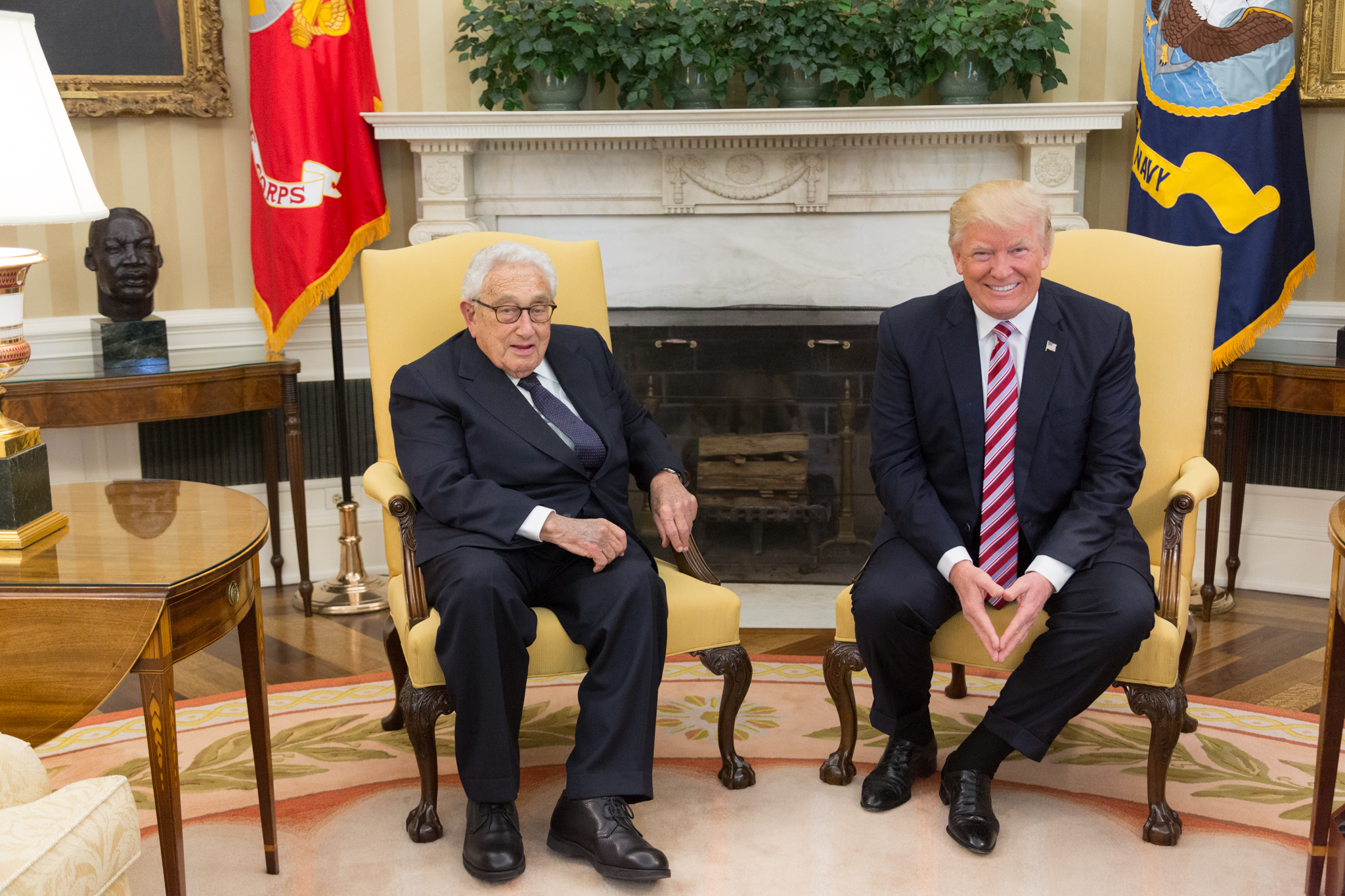
ドナルド・トランプ大統領とともに（2017年）

1977年、キッシンジャーはフォード政権の退陣と共に国務長官を退任した。コロンビア大学から教授就任の誘いを受けたが、学生の激しい反対にあい、就任を断念する。その後ジョージタウン大学戦略国際問題研究所（CSIS）に招かれ、在職中次々と政権時代の回想録を発表し、話題を呼ぶこととなった。1980年に『キッシンジャー秘録』で全米図書賞受賞。
1982年、国際コンサルティング会社「キッシンジャー・アソシエーツ」を設立し、社長に就任し、主に対中ビジネスを行う企業を対象にコンサルタント業務を始め、財を成した。同社にはジョージ・H・W・ブッシュ政権で国務副長官を務めたローレンス・イーグルバーガー（後に国務長官）や、国家安全保障担当大統領補佐官を務めたブレント・スコウクロフトなどが参加している。また、バラク・オバマ政権で財務長官に就任したティモシー・ガイトナーも、一時同社に籍を置いていた。
「現代外交の生き字引」との異名をもち、公職から退いた後も何十年にもわたって、さまざまな世代の指導者たちから意見を求められ続けた。外交政策や安全保障のフォーラムにも顔を出し、著書は21作に上る。
2000年代の時期においては、ジョージ・W・ブッシュ政権において指南役として活躍した。ブッシュはキッシンジャーとは定期的に会談の機会を設けており、政権外で最も信頼する外交アドバイザーであった。キッシンジャーはブッシュ政権下で行われているイラク戦争も基本的に支持していた。
また、2007年1月4日にはジョージ・シュルツ、ウィリアム・ペリー、サム・ナンらと連名で「核兵器のない世界に（A World Free of Nuclear Weapons）」と題した論文を『ウォール・ストリート・ジャーナル』紙上に発表した。同論文はイラン・北朝鮮などが核開発を試み、また国際テロリスト・グループによる核保有の可能性すら存在する現代において、核兵器に過去のような抑止効果は存在しないとして核兵器廃絶をアメリカが唱道すべきことを訴えており、注目を集めている。
2009年4月20日、岡山大学にて特別講演会を実施。この模様は後日岡山放送でも放映された。2011年11月11日夜には、首相官邸を訪問、野田佳彦首相と会談し、「TPP交渉参加方針を歓迎する」と述べた。
2016年アメリカ合衆国大統領選挙で当選した第44代アメリカ合衆国大統領のドナルド・トランプとはトランプ曰く「政治の世界に入るずっと前からの友人」という旧知の仲であり、大統領就任前後からトランプはキッシンジャーに助言を仰いできた。キッシンジャー・アソシエーツに所属したキャスリーン・マクファーランド国家安全保障問題担当大統領副補佐官やCSISで同僚だったレックス・ティラーソン国務長官の抜擢はキッシンジャーの推薦だったとされる。これらのことから非公式の外交顧問になっていると目されている。
2016年12月には、訪中して習近平国家主席（党総書記）と北京で会談し、タイミング的に勝利したトランプ新政権の対中外交方針を伝えたものとされている。2017年5月10日には、ホワイトハウス大統領執務室にて報道陣と応対、トランプが「キッシンジャー氏と議論ができて光栄だ」とコメントしている。同年7月にティラーソン国務長官に対して「米中は北朝鮮の政権崩壊に向けて在韓米軍撤退を事前合意すればよい」と提言したとされ、同年8月にはウォール・ストリート・ジャーナルで「北朝鮮問題は専ら米中で解決すべき」とする寄稿を行った。同年10月10日には、トランプは日中韓3か国への初のアジア歴訪に備えてキッシンジャーと会談した際に「キッシンジャー氏を尊敬している」と発言した。
2017年6月29日、ロシアを訪問してウラジーミル・プーチン大統領と会談。その直後、ホワイトハウスは同年7月に米露首脳会談を実施することを発表したことから、ロシアの報道機関はキッシンジャーが調整役を担ったとの見方を示した。2016年2月にもプーチンの招待で訪露していた。
2019年11月、国家安全保障会議において「AIが人間の意識を超越していくことを確信している」と人工知能に対しての分析を行った。特に軍事,地政学,外交においての利用では、AIが戦争と戦略の本質を変えることに繋がると考えているようである。「紛争や戦場においてAIによる判断で攻撃を行う"戦争ゲーム"が本当に信頼できるのかどうかを考えないといけない」と懸念を表明した。キッシンジャーは、人工知能について元Google取締役のエリックシュミットと共に書き下ろした共著本を出した。
2020年1月15日、米中貿易戦争の打開に向けて結ばれた米中経済貿易協定の署名式では同じく中国と関わりの深いラスベガス・サンズ会長兼CEOのシェルドン・アデルソンやブラックストーン・グループCEOのスティーブン・シュワルツマンらとともに出席した。
2020年4月3日、新型コロナウイルス感染症（COVID-19）の発生に対して、「COVID-19が終息しても、世界は以前と全く違う所になるだろう」と発言し「（バルジの戦いの時のように）特定の人を狙うのではなく、無作為で破壊的な脅威を感じる」と言及した。加えて「人間の健康への危機は一時的なものになるだろうが、政治的、経済的激変は何世代にもわたって続く可能性がある」とし、世界の貿易と自由な移動に依存するこの時代に時代遅れの『障壁の時代』がよみがえる恐れがあることを分析した。
2020年11月25日、トランプ政権のクリストファー・ C・ミラー国防長官代行は国防総省の諮問機関である国防政策委員会からキッシンジャーら11人の委員を解任し、同年12月15日に対中強硬派のマイケル・ピルズベリーを新たな委員長とする人事刷新を行った。
2021年3月、リチャード・ニクソン財団主催のセミナーに出席し、2020年アメリカ合衆国大統領選挙で当選したジョー・バイデン大統領に対してアブラハム合意など対イランでイスラエルの防衛を強化したトランプ前大統領の中東政策を継承することを助言した。
2022年5月23日、スイス東部ダボスで開かれている世界経済フォーラム年次総会（ダボス会議）にオンラインで参加。ウクライナ情勢について「今後２カ月以内に和平交渉を進めるべきだ」との見解を示すとともに、「理想的には、分割する線を戦争前の状態に戻すべきだ」と述べた。また「ロシアが中国との恒久的な同盟関係に追い込まれないようにすることが重要だ」と強調した。同月31日、バイデン大統領は米紙ニューヨーク・タイムズ（電子版）に寄稿し、ウクライナへの侵攻を続けるロシアのプーチン大統領について「米国は彼（プーチン）の追放を模索したりはしない」と強調。「この戦争は最終的に外交的解決しか道はない」とも述べた。バイデン大統領はウクライナとロシアの和平実現に向け、プーチンにも一定の配慮を示した。
2022年5月23日にバイデン大統領が訪日し、日米首脳会談後に行われた記者会見の場で「台湾有事の際には台湾の防衛に軍事的に関与する意思がある」というホワイトハウスが意図しない発言をしてしまった事態に対してキッシンジャーは、「台湾を米中交渉のカードにすべきではない」と米CNBCのインタビューに応じた。
2022年7月11日、日本の奈良で8日発生した安倍晋三銃撃事件の報道を知り、ニューヨークの日本総領事館に設けられた記帳所へ弔問に訪れた。その際、「日米関係はとても強固で重要なものであり、それは安倍氏の努力によるものだと思う」「彼はアメリカの同盟国として、またアジアの枠組みの柱として、不可欠な日本を築き上げた。彼を知ることができて光栄でした」と言葉を残した。
2022年10月26日、訪日したキッシンジャーは岸田文雄首相と30分ほど面会を行った。面会の内容について松野博一官房長官は”国際情勢について一般的な意見交換をした”と説明。訪日した理由としてはこのときJPモルガンが主催する「The International Council」が東京で開かれたためである。
2023年7月19日、中国を訪問し、北京で李尚福国務委員兼国防相と会談した。米中関係が悪化する中、キッシンジャーは「米中はお互いに誤解をなくし、対抗を避けるべきだ」と述べ、「両軍が対話を強める」必要性を強調した。その後、21日には習近平と会談した。
2023年11月29日、コネチカット州の自宅で死去。満100歳没。

## 日本に関して
日本については、経済大国である以上政治・安全保障両面でも大国として台頭しようとする欲求を持つだろうとの見方を一貫して示している。特に、1971年の周恩来との会談で日米安全保障条約に基づく在日米軍の駐留が日本の「軍国主義」回帰を抑えており、同盟関係を解消すれば日本は手に負えない行動を取り始めると警戒感を示した「瓶の蓋」論は有名である。冷戦後間もない時期の著書である『外交』でも将来日本が政治的に台頭するとの予測を示した。2008年1月放送の『日高義樹のワシントン・リポート』でも変わらず、「日本は10年後に強力な軍隊を保有しているだろう」と述べ、日本の核武装や憲法改正については「日本が決めることだ」と発言している。
佐藤栄作首相の密使として沖縄返還交渉に当たった若泉敬の著書『他策ナカリシヲ信ゼムト欲ス』（1994年）によると、キッシンジャーは1969年11月に、「返還後も緊急事態の際に事前通告により沖縄に核兵器の持ち込みおよび通過を認める権利」を要求。若泉との交渉により「事前通告」を「事前協議」とすることで諒解したという。この条項を含む密約の存在について、1995年にNHKの取材を受けたキッシンジャーは、「お国（日本）の政府に聞きなさい」と返答を拒んだ。その後、2007年に信夫隆司・日本大学教授によるアメリカ国立公文書記録管理局での機密解除公文書調査で、キッシンジャーが1969年11月19日から21日にかけての日米首脳会談のためにニクソンに宛て作成した、核密約締結手順を記載したメモが発見されている。
田原総一朗に日本への原子爆弾投下についてインタビューされたことがあり、「あなた方は広島と長崎に原爆を落とした。そしてまったく何の罪もない一般市民を大量に殺した。この責任をアメリカはどうとるつもりなのか」と聞いたら、キッシンジャーは「広島と長崎に原爆を落とさなければ日本は本土決戦をやるつもりだった。本土決戦で何百万人、あるいは一千万人以上の日本人が亡くなるはずだった。原爆を落とすことでその人数をかなり減らしたんだから、むしろ日本はアメリカに感謝すべきだ」と答えたという。オリバー・ストーンは「キッシンジャーの見方は私たちの見方とはまったく違います。私たちは広島･長崎への原爆投下は必要なかったと思っていますし、キッシンジャーは何もわかっていない人だと思います。彼はノーベル平和賞を受賞しましたが、同時に日本以外の南米各地でのアメリカの残虐行為に関わったということで、戦争犯罪人として入国できない国もたくさんあるようです」と述べた。
2015年以降のキッシンジャーは「安倍首相は強力な指導者だ。日本も他の国と同様、勢力均衡の新たな変容を受け、外交を適応させていくことになる。首相のもとで日本外交は、より幅を広げていくことになるだろう」「日本が自国の安全保障に対して、より責任を持ち、国際安全保障により積極的な役割を担うことは避けられないことだった。つまり日本は”普通の国”になるということだ」読売新聞のインタビューで語っている。
以降の対アジア政策に関しては「中国を囲む国々を見ると、それぞれ米国と協力することで均衡を保てる状態である。むろん日本とインドは強力な国だ。米国は今後もアジア太平洋の国として扱うべきであろう。ただ私は中国に対して、包囲網を作ることには反対する。米中関係のみを基軸とした外交政策にも賛同しない」と言及している。

## 評価

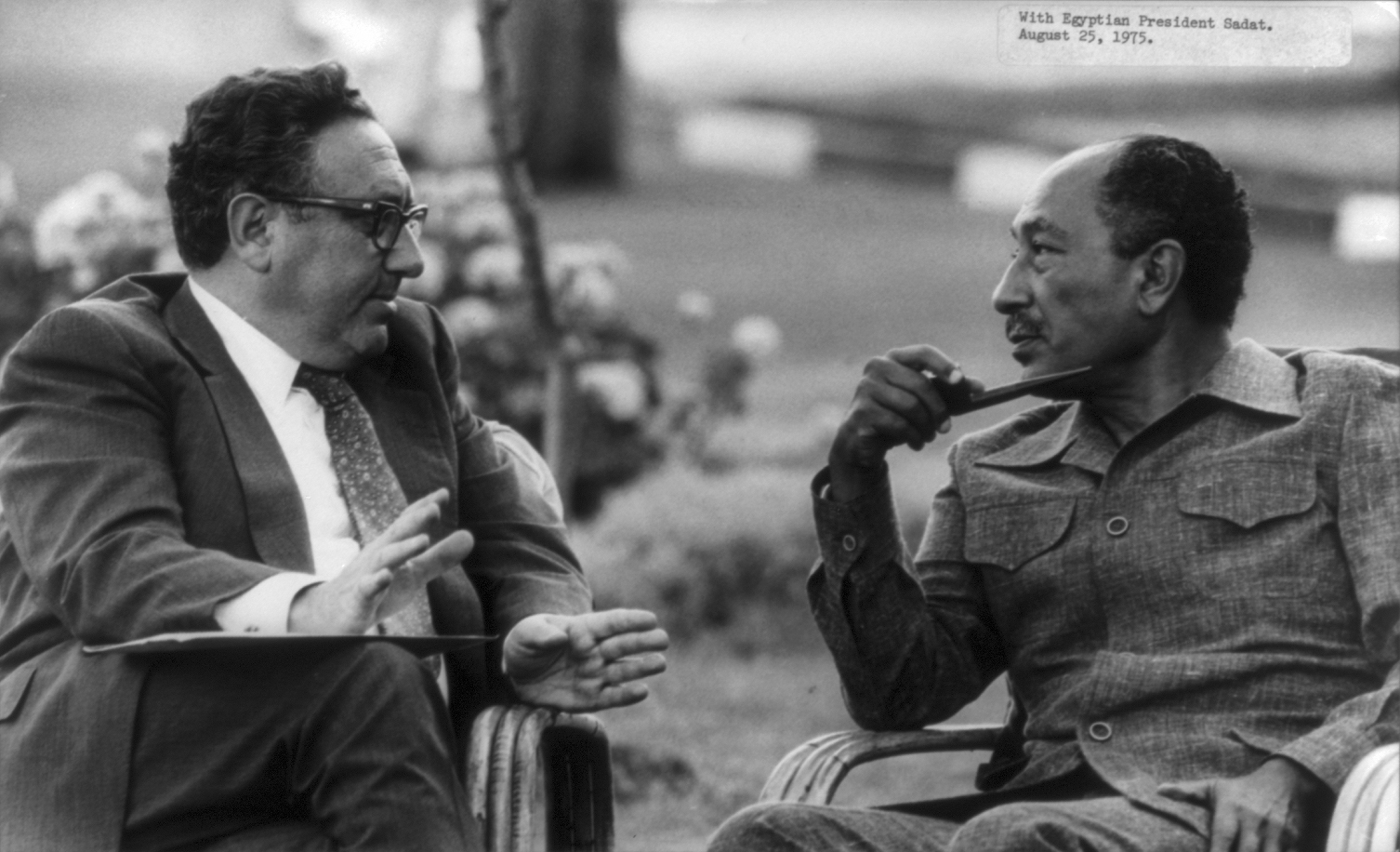
エジプトのアンワル・アッ＝サーダート大統領とともに（1975年）

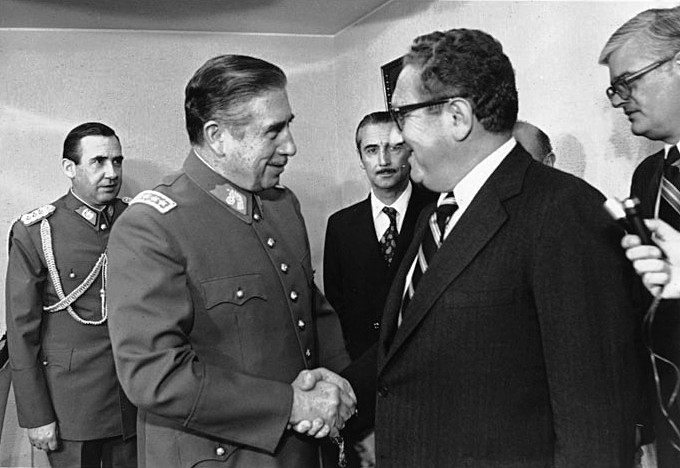
チリのアウグスト・ピノチェト大統領とともに（1976年）

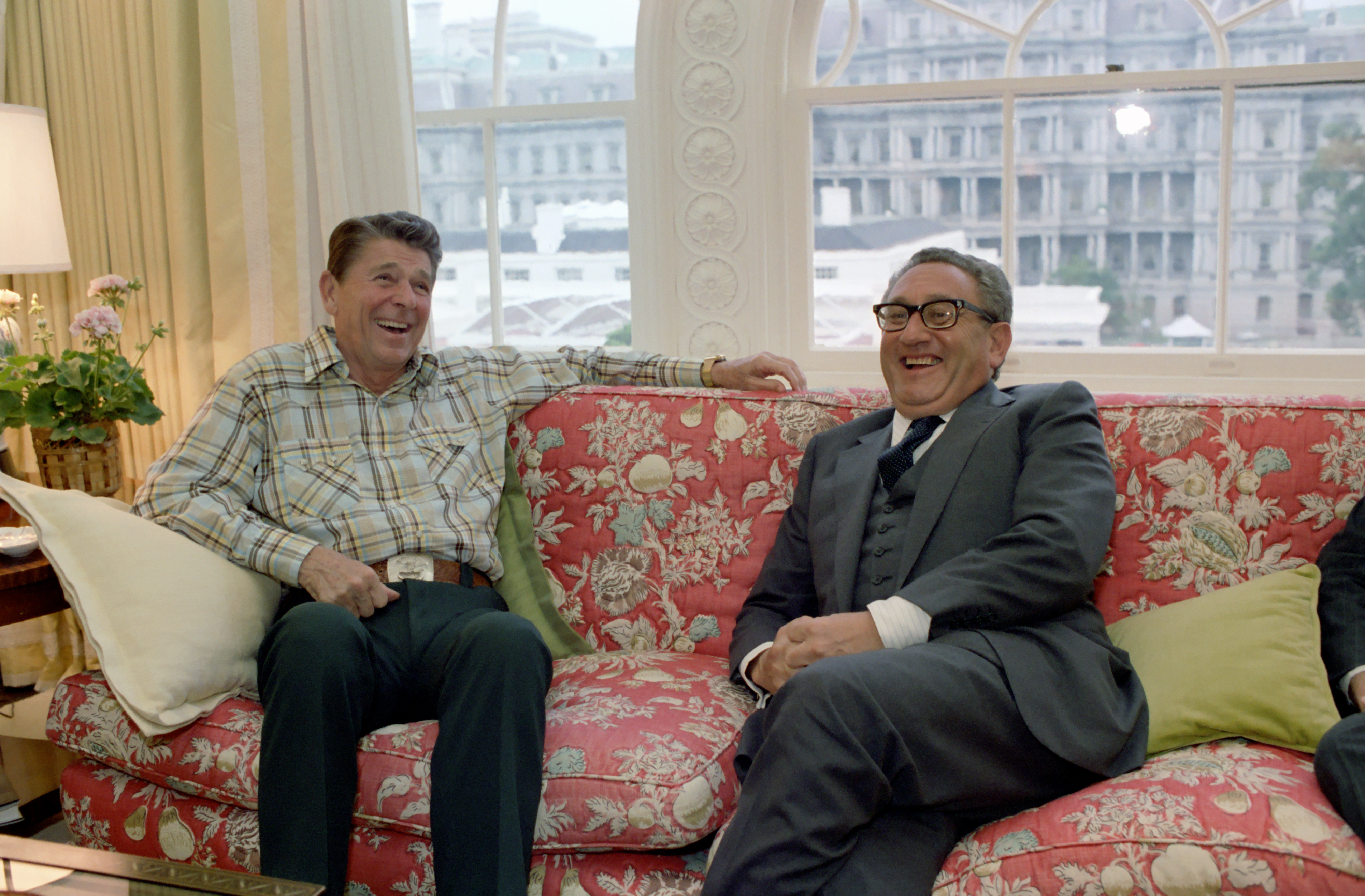
ロナルド・レーガン米国大統領とともに（1981年）

キッシンジャーがニクソン政権で推進した外交の特徴はその現実主義（リアリズム）にあった。これはイデオロギーの代わりにアメリカの実益として国益を外交の中心に据え、世界的なバランス・オブ・パワーに配慮しつつ、国際秩序をアメリカにとって受け入れられる形の安定へと導くことを目的としていた。このような国際秩序像の背景にはかつてキッシンジャーが研究し、その安定性を高く評価していたウィーン体制が一つのモデルとして存在していたことが、多くの研究で指摘されている。キッシンジャーらの発想は冷戦時代の「恐怖の均衡」という冷酷な現実の中で、従来アメリカが基本的国策としていた孤立主義と理想主義という極端な外交の二分化がもはや機能しなくなったことを端的に表すものだった。
キッシンジャーの推進したデタント政策は、ベトナム戦争からの脱出という短期的な意味と、米ソという二つの超大国間の対立という約20年間継続されてきた従来の冷戦構造に、当時朝鮮戦争や中ソ国境紛争を経て3つの世界論に基づく第三世界という立場で米ソと敵対した中華人民共和国を「第三勢力」として新たなプレイヤーに組み入れること（「米中ソ三角関係」などとも評される）、ソ連が核戦力の面でアメリカと対等な立場にあることを明示的に認めることによって、大国間の勢力バランスを現状に即したものへと安定的に再編成するという、長期的な意味を持った戦略の組み合わせだった。
キッシンジャーは、国家安全保障担当補佐官時代から国務長官（1973年8月23日指名）時代に至るまで、その独特な風貌やドイツ風のアクセント、パーティで有名女優を同伴して登場するなどの派手なパフォーマンス、日本で「忍者外交」などと形容された神出鬼没の外交スタイル、さらにベトナム戦争終結への貢献によるノーベル平和賞受賞などといった様々な理由から、歴代の前任者たちとは比較にならないほど目立つ存在だった。1972年後半には「もしキッシンジャーが今死んだら、ニクソンがアメリカ大統領になるんだ」というジョークが広まったほどだった。今日では「ドクター・キッシンジャー」は20世紀後半を代表する外政家とする認識が一般的である。しかし、このような「外交の達人」という一般的な評価は、キッシンジャーが国務長官退任後繰り返し発表してきた著書や回想録に拠るところが大きく、前記の若泉敬は「キッシンジャーの回想録を鵜呑みにするな」と語っている。さらにキッシンジャーは、きちんとした手続きも踏まずに「第二次大戦の戦勝国ではない中国共産党による中国、つまり中華人民共和国」を国連の安全保障理事会の常任理事国に推挙し、それまで「第二次大戦の戦勝国で常任理事国のメンバーだった台湾、つまり中華民国」を国連から追い出した張本人とも言われている。
近年ではニクソン外交の実態について、公開された文書史料をもとに「外交政策の構想者・決定者は、外交通だった大統領・ニクソンであり、キッシンジャーはそのメッセンジャー・ボーイに過ぎなかった」などとし、ニクソンの比重をより重く見る研究も現れている。
冷徹なリアリストとして軍事介入や秘密工作も辞さなかったことから、ベトナム戦争時のカンボジアへの侵攻・空爆、チリ・クーデターの画策、インドネシアによる東ティモール占領を主導または支持したキッシンジャーに対して、クリストファー・ヒッチェンズやシーモア・ハーシュらは「人道に対する罪」「戦争犯罪人」として糾弾した。

## 家庭生活

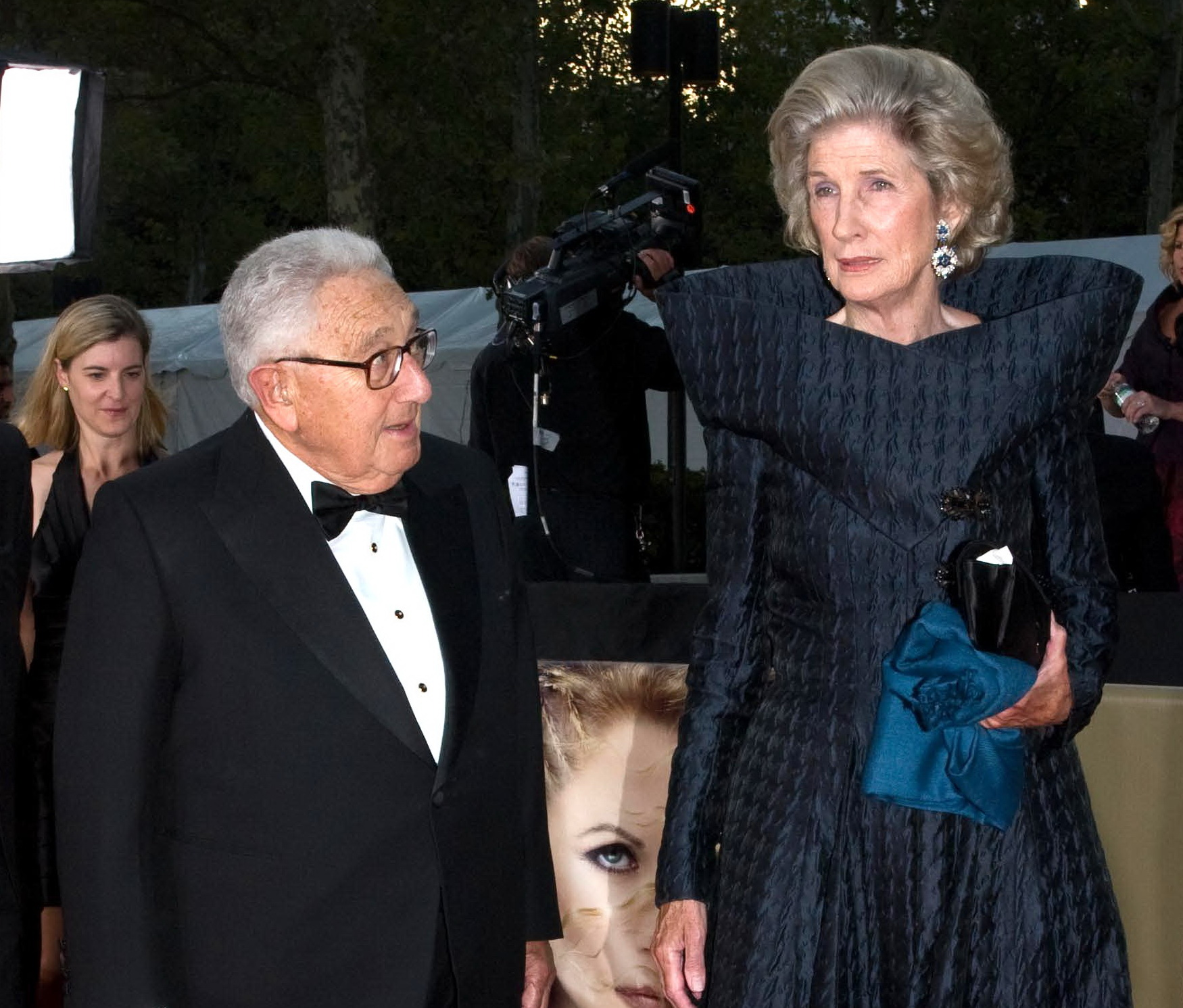
妻ナンシーとともに

高校時代、アン・フライシャー（Ann Fleischer）と知り合い交際をしていたが、戦争の影響でしばらく疎遠となった2人が結婚したのは1949年2月6日で、ヘンリーが25歳、アンが23歳だった。結婚式はワシントンハイツにあるヘンリーのアパートで行われ、12名ほどが出席した。ユダヤ教正統派に則って式が行われた。長女が1959年、長男が1961年に生まれたが、1963年に別居状態となり、1964年に離婚する。
その後アンは女性解放運動に参加。1973年に化学者のソール・コーエン（Saul Cohen）と再婚。一方のキッシンジャーは1974年、ハーバード時代の教え子で、ネルソン・ロックフェラーの秘書だったナンシー・シャロン・マギネス（Nancy Sharon Maginnes、1934年生まれ）と再婚した。結婚式には前妻との2人の子供も出席した。
キッシンジャーは離婚から再婚までの間に少なからぬロマンスを報じられていたこともあり、この際UPI通信は「浮名を流したヘンリー年貢を納める（Swinging Henry Ends His Days of Bachelorhood）」と報じている。

## 逸話
- 歴代国務長官の肖像画を省内に飾る予定でキッシンジャーの肖像画をガードナー・コックスに依頼したが、背を低めに寸詰まりに描写されたと本人はいたく気に病み、描き直しの要請までしたが、コックスはそのままでいいと相手にしなかった。ただしコックスにも製作料が払われず、喧嘩両成敗となった模様。
- 強いドイツ訛りの英語について聞かれた時「私は外国語を流暢に話す人間を信用しない」と切り返したことがある。
- 国連難民高等弁務官事務所のテレビCMでは、ソ連から亡命したルドルフ・ヌレエフや、同じドイツからの亡命者のマレーネ・ディートリヒとともに、身近にいる難民（亡命者）の例として紹介されている。
- テレビ東京の番組『日高義樹のワシントン・リポート 』に年1回出演し、1月に放送されるのが恒例であった。
- 愛人としてハリウッド女優のジル・セント・ジョン（IQ162、14歳の時に飛び級でUCLAに入学）の名前が挙がったこともある。
- 1972年の田中角栄首相の日中国交正常化交渉について"Jap"の語を用いて批判した。
- 1972年にチェスプレイヤーのボビー・フィッシャーが当時の世界チャンピオンのボリス・スパスキーに挑戦するにあたり、フィッシャーに激励の電話をかけている。
- スティーブ・ウォズニアックは自ら開発したブルーボックスを使いキッシンジャーを騙ってバチカンに電話をかけ、当時のローマ教皇パウロ6世を呼び出したところ、担当者から「就寝中なので今から起こす」と言われ慌てて電話を切ったという。

## 著書

### 単著
- A World Restored: Metternich, Castlereagh and the Problems of Peace, 1812-22, (Weidenfeld & Nicolson, 1957).

伊藤幸雄訳『回復された世界平和』（原書房、1976年／新装版, 2009年）
- Nuclear Weapons and Foreign Policy, (Harper & Brothers, 1957).

田中武克・桃井真訳『核兵器と外交政策』（日本外政学会、1958年）
森田隆光訳『核兵器と外交政策』（抄訳版、駿河台出版社、1988年）
- The Necessity for Choice: Prospects of American Foreign Policy, (Harper, 1961)
- The Trobled Partnership: A Reappraisal of the Atlantic Alliance, (McGraw-Hill, 1965)

森田隆光訳『二国間の歪んだ関係 大西洋同盟の諸問題』（駿河台出版社、1994年）
- American Foreign Policy, (Weidenfeld and Nicolson, 1969).
- White House Years, (Little, Brown, 1979)

斎藤彌三郎ほか訳『キッシンジャー秘録（1-5）』（小学館、1979-1980年）
- For the Record: Selected Statements 1977-1980, (Weidenfeld and Nicolson and Joseph, 1981)
- Years of Upheaval, (Weidenfeld and Nicolson, 1982)

読売新聞調査研究本部訳『キッシンジャー激動の時代（1-3）』（小学館, 1982年）
- Observations: Selected Speeches and Essays, 1982-1984, (Little, Brown, 1985)
- Diplomacy, (Simon & Schuster, 1994)

岡崎久彦監訳『外交（上・下）』（日本経済新聞社, 1996年）
- Years of Renewal, (Simon & Schuster, 1999)
- Does America Need a Foreign Policy?: Toward a Diplomacy for the 21st Century, (Simon & Schuster, 2001)
- Ending the Vietnam War: A History of America's Involvement in and Extrication from the Vietnam War, (Simon & Schuster, 2003).
- Crisis: the Anatomy of Two Major Foreign Policy Crises, (Simon & Schuster, 2003)
- On China, (Allen Lane, 2011)

塚越敏彦ほか訳『中国 キッシンジャー回想録』（岩波書店、2012年）
- World order: reflections on the character of nations and the course of history, (Penguin Books, 2014)

伏見威蕃訳『国際秩序』（日本経済新聞出版社、2016年／日経ビジネス人文庫、2022年）
- Leadership: Six Studies in World Strategy, (Penguin Books, 2022)

松本剛史訳『リーダーシップ 傑出した指導者たちの世界戦略』（日経BP、2023年）

### 編著
- Problems of National Strategy: A Book of Readings, (Praeger, 1965).

### 公刊史料
- The Kissinger Transcripts: the Top Secret Talks with Beijing and Moscow, ed. by William Burr, (New Press, 1999).

鈴木主税・浅岡政子訳『キッシンジャー＜最高機密＞会話録』（毎日新聞社, 1999年）
- 毛里和子・増田弘監訳『周恩来・キッシンジャー機密会談録』（岩波書店, 2004年）

### 対談本（日本語オリジナル）
- （池田大作）『「平和」と「人生」と「哲学」を語る』（潮出版社、1987年）
- （中曽根康弘）『世界は変わる キッシンジャー・中曽根対談』（読売新聞社編、読売新聞社、1990年）
- （日高義樹）『キッシンジャー 世界はこう動く』（日本放送出版協会、1991年）
- （日高義樹）『2000年日本が再起する条件 キッシンジャーからの警告！』（青春出版社, 1999年）
- （日高義樹）『キッシンジャー博士 日本の21世紀を予言する』（集英社インターナショナル、2000年）
- （日高義樹）『キッシンジャー10の予言 9.11後の世界と日本』（徳間書店、2002年）

## キッシンジャーに関する作品
- 書籍『アメリカの陰謀とヘンリー・キッシンジャー』：クリストファー・ヒッチェンズの2001年の著書。
- 映画『The Trials of Henry Kissinger（キッシンジャー裁判）（英語版）』：ユージーン・ジャレキ（英語版）監督のドキュメンタリー。2002年。ヒッチェンズの著書を原作としている。
- テレビ映画『キッシンジャー&ニクソン/合衆国の決断』：1995年。監督はダニエル・ペトリ。
- テレビアニメ『ザ・シンプソンズ』：第5シーズン第10話に登場。トイレにメガネを落としてしまうが、パリ協定の立役者だからと、落とした事を言い出せず壁に突っ込み病院に収容されてしまう。
- 漫画『ゴルゴ13』：THE SUPERSTAR